# Mike Morrison
Mike Morrison, ameriški hokejist, * 11. julij 1979, Medford, Massachusetts, ZDA.
Morrison je večji del svoje kariere preigral v severnoameriških hokejskih ligah. V ligi NHL je igral dve sezoni za klube Edmonton Oilers, Ottawa Senators in Phoenix Coyotes. V sezoni 2008/2009 je igral za HDD Tilia Olimpijo na štiriindvajsetih tekmah v ligi EBEL.

## Pregled kariere
Odebeljeno - reprezentančni nastopi, glej tudi Statistika pri hokeju na ledu.
| Moštvo                  | Liga            | Sezona |    | Redni del | Redni del | Redni del | Redni del | Redni del | Redni del | Redni del | Redni del |    | Končnica | Končnica | Končnica | Končnica | Končnica | Končnica | Končnica | Končnica |
| ----------------------- | --------------- | ------ | -- | --------- | --------- | --------- | --------- | --------- | --------- | --------- | --------- | -- | -------- | -------- | -------- | -------- | -------- | -------- | -------- | -------- |
| Moštvo                  | Liga            | Sezona | OT | PG        | G         | P         | T         | KM        | GT        | OD        | OT        | PG | G        | P        | T        | KM       | GT       | OD       |          |          |
| University of Maine     | NCAA            | 98/99  |    |           | 11        | 0         | 0         | 0         | 0         | 1.73      |           |    |          |          |          |          |          |          |          |          |
| University of Maine     | NCAA            | 99/00  |    |           | 13        | 0         | 1         | 1         | 0         | 2.64      | .894      |    |          |          |          |          |          |          |          |          |
| University of Maine     | NCAA            | 00/01  |    |           | 10        | 0         | 0         | 0         | 0         | 1.96      | .924      |    |          |          |          |          |          |          |          |          |
| University of Maine     | NCAA            | 01/02  |    |           | 30        | 0         | 1         | 1         | 0         | 2.19      | .921      |    |          |          |          |          |          |          |          |          |
| Columbus Cottonmouths   | ECHL            | 02/03  |    |           | 38        | 0         | 1         | 1         | 6         | 3.48      | .892      |    |          |          |          |          |          |          |          |          |
| Toronto Roadrunners     | AHL             | 03/04  |    |           | 27        | 0         | 0         | 0         | 0         | 2.52      | .913      |    |          |          |          |          |          |          |          |          |
| Edmonton Roadrunners    | AHL             | 04/05  |    |           | 14        | 0         | 0         | 0         | 4         | 1.73      | .939      |    |          |          |          |          |          |          |          |          |
| Greenville Grrrowl      | ECHL            | 04/05  |    |           | 26        | 0         | 0         | 0         | 2         | 2.74      | .924      |    |          | 3        | 0        | 0        | 0        | 0        | 3.60     | .893     |
| Edmonton Oilers         | NHL             | 05/06  |    |           | 21        | 0         | 0         | 0         | 2         | 2.83      | .884      |    |          |          |          |          |          |          |          |          |
| Greenville Grrrowl      | ECHL            | 05/06  |    |           | 9         | 0         | 1         | 1         | 0         | 2.19      | .922      |    |          |          |          |          |          |          |          |          |
| Ottawa Senators         | NHL             | 05/06  |    |           | 4         | 0         | 1         | 1         | 0         | 3.47      | .875      |    |          |          |          |          |          |          |          |          |
| Phoenix Coyotes         | NHL             | 06/07  |    |           | 4         | 0         | 0         | 0         | 0         | 6.13      | .790      |    |          |          |          |          |          |          |          |          |
| San Antonio Rampage     | AHL             | 06/07  |    |           | 2         | 0         | 0         | 0         | 0         | 11.01     | .732      |    |          |          |          |          |          |          |          |          |
| Phoenix Roadrunners     | ECHL            | 06/07  |    |           | 28        | 0         | 1         | 1         | 2         | 6.13      | .790      |    |          |          |          |          |          |          |          |          |
| Bridgeport Sound Tigers | AHL             | 07/08  |    |           | 43        | 0         | 0         | 0         | 6         | 2.80      | .911      |    |          |          |          |          |          |          |          |          |
| HDD Tilia Olimpija      | Avstrijska liga | 08/09  |    | 24        |           | 0         | 0         | 0         |           |           | .900      |    |          |          |          |          |          |          |          |          |
| MoDo Hockey             | Švedska liga    | 08/09  |    | 3         |           |           |           |           |           | 4.05      | .847      |    |          |          |          |          |          |          |          |          |
| Florida Everblades      | ECHL            | 09/10  |    | 22        |           |           |           |           |           | 2.89      | .899      |    |          |          |          |          |          |          |          |          |
| Albany River Rats       | AHL             | 09/10  |    | 14        |           |           |           |           |           | 3.30      | .892      |    |          |          |          |          |          |          |          |          |
| Utah Grizzlies          | ECHL            | 09/10  |    | 1         |           |           |           |           |           | 9.00      | .719      |    | 7        |          |          |          |          |          | 3.59     | .899     |